# Dennis Lawrence
Dennis Lawrence (Morvant, 1 augustus 1974) is een voormalig profvoetballer uit Trinidad en Tobago die speelde als verdediger. Hij werd in januari 2017 aangesteld als bondscoach van de nationale ploeg van zijn geboorteland.

## Clubcarrière
Behalve in zijn vaderland Trinidad en Tobago speelde Lawrence in Groot-Brittannië, waar hij uitkwam voor Wrexham, Swansea City en Crewe Alexandra. Hij beëindigde zijn loopbaan in 2012 in eigen land bij San Juan Jabloteh.

## Interlandcarrière
Lawrence speelde in totaal 89 interlands (vijf doelpunten) voor Trinidad en Tobago, in de periode 2000-2009. Hij maakte zijn debuut op 18 maart 2000 in de WK-kwalificatiewedstrijd tegen de Nederlandse Antillen. Lawrence is in eigen land vooral vermaard omdat hij in het tweede en beslissende play-offduel tegen Bahrein de enige en de winnende treffer maakte op 16 november 2005, waardoor de eilanden zich voor het eerst in de geschiedenis plaatsten voor de WK-eindronde. Onder leiding van de Nederlandse bondscoach Leo Beenhakker speelde hij bij dat toernooi mee in de groepswedstrijden tegen Paraguay (2-0), Engeland (2-0) en Zweden (0-0). Een jaar eerder nam hij met The Soca Warriors eveneens deel aan de strijd om de CONCACAF Gold Cup. Na het afscheid van aanvaller Dwight Yorke was hij aanvoerder van de nationale ploeg.